# Philodryas arnaldoi
Philodryas arnaldoi — вид змій родини полозових (Colubridae). Ендемік Бразилії.

## Поширення і екологія
Philodryas arnaldoi мешкають в бразильських штатах Парана, Санта-Катарина, Сан-Паулу і Ріу-Гранді-ду-Сул. Вони живуть у араукарієвих лісах. Живляться дрібними ссавцями, амфібіями і ящірками, а також пташенятами.